# Kolestypol
Kolestypol (łac. colestipolum) – kopolimer dietylenotriaminy i epichlorohydryny stosowany jako lek z grupy żywic jonowymiennych w leczeniu pierwotnej hipercholesterolemii.

## Mechanizm działania
Kolestypol jest nierozpuszczalną w wodzie żywicą jonowymienną, której działanie polega na wiązaniu się z kwasami żółciowymi. Kompleks kolestypolu i kwasów żółciowych nie podlega wychwytowi zwrotnemu z jelita i zostaje wydalony z kałem, skutkiem czego zmniejszeniu ulega pula steroidów w wątrobie. Zmniejszenie puli steroidów powoduje aktywację receptorów dla lipoprotein niskiej gęstości i, poprzez zwiększony ich wychwyt z surowicy, zmniejszenie ich stężenia. 

## Zastosowanie

### Wskazania rejestracyjne
- leczenie pierwotnej hipercholesterolemii, jako uzupełnienie diety, gdy odpowiedź na dietę jest niewystarczająca, w monoterapii lub terapii skojarzonej z innymi lekami hipolipemizującymi[3][4]

### Wskazania pozarejestracyjne
- biegunka związana z zaburzeniami wchłaniania kwasów żółciowych[5]

Kolestypol nie znajduje się w Urzędowym Wykazie Produktów Leczniczych Dopuszczonych do Obrotu na terytorium Rzeczypospolitej Polskiej (2018).

## Działania uboczne
Najczęstszymi działaniami ubocznymi kolestypolu są dyskomfort w jamie brzusznej oraz zaparcie. 